# Gullspång
Gullspång ist neben Hova einer der beiden Hauptorte der Gemeinde Gullspång in der schwedischen Provinz Västra Götalands län.

## Lage und Geschichte
Er liegt etwa 40 Kilometer nordöstlich der Stadt Mariestad an der Reichsstraße 26, im äußersten Nordosten der historischen Provinz (landskap) Västergötland. Die kleineren Ortsteile rechts des durch den Ort fließenden Gullspångsälven befinden sich bereits in der historischen Provinz Värmland.
Seit 2015 trägt der Tätort die Bezeichnung Gullspång och Skagersvik, da die beiden Orte mittlerweile ein faktisch durchgängig bebautes Gebiet bilden. Skagersvik, dessen Ortsmitte sich knapp zwei Kilometer südlich des Zentrums von Gullspång befindet, hatte 2010 250 Einwohner.
1907–1908 wurde beim Ort am Gullspångsälven ein Wasserkraftwerk errichtet. Das Kraftwerksunternehmen Gullspångs Kraft AB entwickelte sich bis in die 1990er-Jahre zum drittgrößten Stromproduzenten Schwedens. Mittlerweile wird es vom finnischen Energieversorger Fortum kontrolliert.
Die durch Gullspång führenden Eisenbahnstrecken der früheren Nora Bergslags Järnväg von Strömtorp bei Degerfors nach Otterbäcken sowie die (ursprünglich schmalspurige) Anschlussstrecke von Torved bei Lyrestad nach Gullspång  der früheren Västergötland–Göteborgs järnvägsaktiebolag wurden 1979 beziehungsweise 1948 von der Staatsbahn (SJ) übernommen und in den 1980er- bis 1990er-Jahren schrittweise stillgelegt. Die Gleise sind aber größtenteils erhalten; der Abschnitt von Gullspång nach Norden in Richtung Degerfors (bis Konsterud) wird für touristischen Draisinenverkehr genutzt.

## Söhne und Töchter der Stadt
- Linda Bengtzing (* 1974), Sängerin
- Olof Mellberg (* 1977), Fußballspieler
- Lina Bengtsdotter (* 1977), Krimiautorin